# George E. Pataki
George Elmer Pataki, né le 24 juin 1945 à Peekskill, est un homme politique américain, membre du Parti républicain. Il est gouverneur de l’État de New York de 1995 à 2006.

## Biographie
Diplômé de Yale en 1967 et de l’école de droit de Columbia en 1970, George Pataki est maire de Peekskill de 1981 à 1984. Il siège, de 1985 à 1992, à l’Assemblée, puis, de 1993 à 1994, au Sénat de l’État de New York.
Le 8 novembre 1994, George Pataki est élu gouverneur républicain de l’État de New York en battant le gouverneur démocrate sortant Mario Cuomo. En 1998, il est réélu avec 54 % des suffrages contre 33 % au démocrate Peter Vallone. Enfin, en 2002, il est réélu pour un troisième mandat avec 49 % des voix contre 33 % au démocrate Carl McCall et 14 % au candidat indépendant Tom Golisano.
Durant ses mandats, Pataki procède à de nombreuses coupes dans les dépenses publiques que ce soit en matière d’éducation et de santé, bien qu'il soit l'auteur d'un projet de loi instituant une couverture médicale pour les plus défavorisés. Il réinstaure la peine de mort dans l’État de New York.
Avec Rudolph Giuliani, il doit faire face aux attentats du 11 septembre 2001. En août 2004, c'est lui qui introduit George W. Bush lors de la convention nationale du parti républicain dans la ville de New York.
Le 27 juillet 2005, après trois mandats consécutifs, George Pataki annonce qu'il ne se représentera pas à un quatrième mandat. Il quitte donc ses fonctions le 31 décembre 2006, après douze années de mandat.
En 2008, George Pataki est considéré comme l'un des candidats potentiels du Parti républicain pour l'élection présidentielle.
Conservateur modéré, George Pataki est favorable au droit à l'avortement, à certains droits des homosexuels et à la peine de mort. Il est aussi défavorable au mariage entre personnes de même sexe.